# Sarah-Theodora

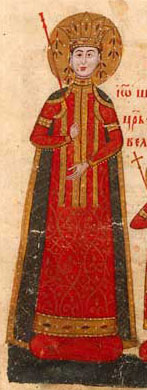
Sarah-Theodora von Bulgarien

Sarah-Theodora (auch einfach Sarah oder Theodora) war Bulgariens Zarin zwischen 1349 (?) und 1371, als sie mit Zar Iwan Alexander aus dem Haus Schischman verheiratet war. Theodora ist ihr Herrscherinnenname, sie wurde aber als Sarah in einer jüdischen Familie geboren.

## Leben
Sarah-Theodora aus einer vermögenden Familie wurde in der jüdischen Gemeinde in Tarnovo geboren. Zwischen 1345 und 1349 zwang Iwan Alexander seine erste Frau Theodora von der Walachei in ein Kloster zu gehen, während Sarah zum orthodoxen Christentum konvertierte. Das Paar hatte vier Kinder: Kera Tamar (unsicheres Geburtsjahr ab 1340, Ehefrau von Sultan Murad I.), Keratsa von Byzanz, Iwan Schischman, Iwan Assen, evtl. Dessislava.
Theodora unterstützte die Orthodoxe Kirche, indem sie Klöster gründete und Kirchen restaurierte. 1352 trat eine Kirchenrat aus ganz Bulgarien zusammen, um über die bulgarischen Juden zu beraten, darunter ihre eigene Familie. Im Ergebnis wurde ihre Ausweisung verfügt, aber nicht konsequent durchgesetzt.
Theodora sorgte für eine Erbteilung des Zweiten Bulgarischen Reiches, indem sie ihren Ehemann bewegte, seinen erstgeborenen Sohn aus erster Ehe Iwan Srazimir auf das Gebiet von Widin zu beschränken und ihren gemeinsamen Sohn Iwan Schischman zum Mitregenten als Zar von Bulgarien ab 1350 zu ernennen. Mit dem Tod von Iwan Alexander 1371 wurde das Reich gespalten, der Zarentitel ging an Iwan Schischman. Die Teilung schwächte die Abwehr gegen die drohende osmanische Eroberung.
Vermutlich starb Sarah-Theodora in den 1380er Jahren.